# 看報紙才知道

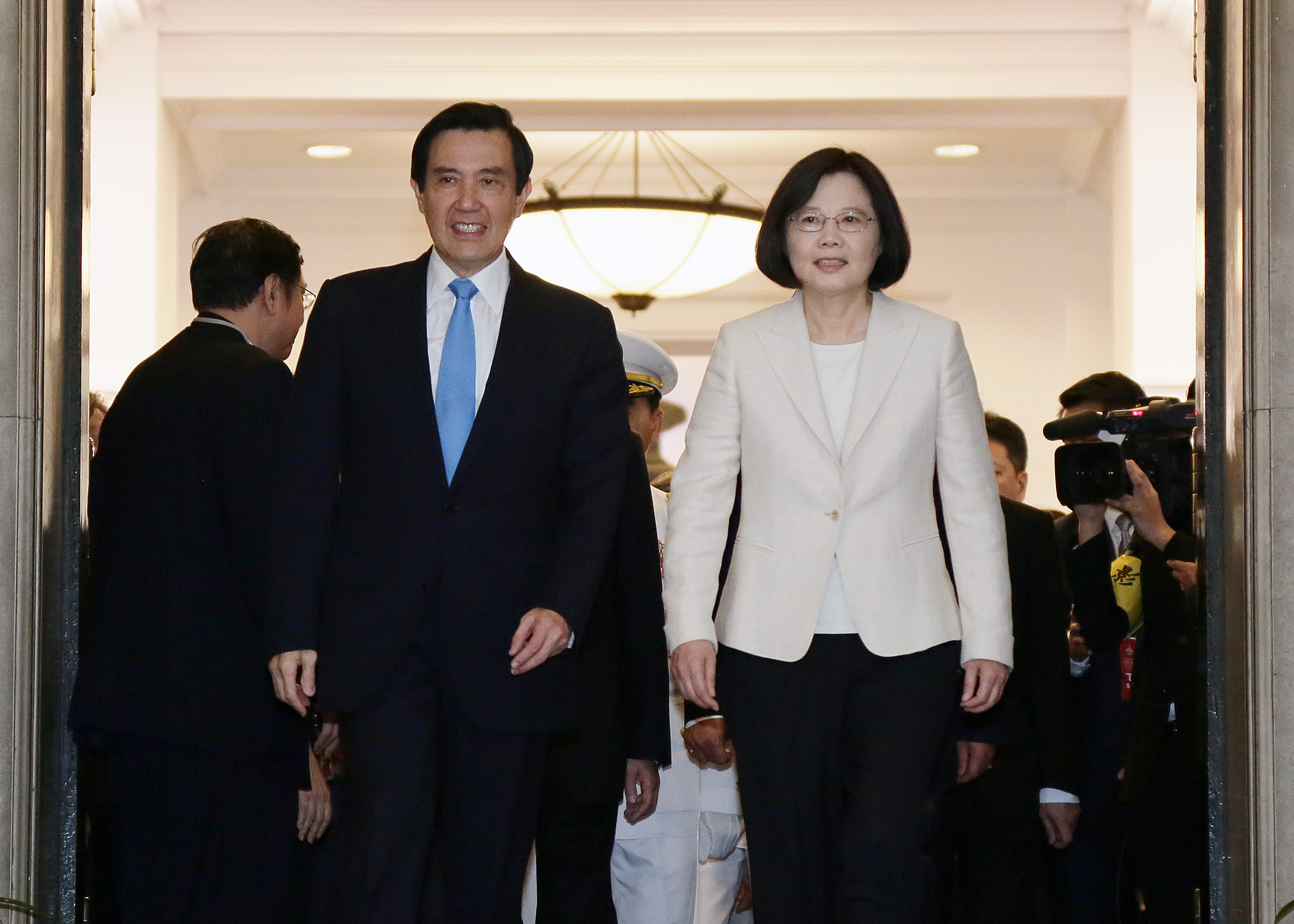
馬英九（左）被認為是讓「看報紙才知道」成為流行語的人，蔡英文（右）也曾使用此句子

看報紙才知道，或看電視才知道，是臺灣政治人物有時候會用來回應記者提問的句子，用來表示事前對某件事毫不知情。

## 歷史
用「看報紙才知道」回應記者早在1992年即有，當時的總統李登輝提名時任國防部部長的陳履安為監察院院長，陳履安的上司行政院院長郝柏村稱是「看報紙才知道」。
一般認為將此句「發揚光大」的是馬英九，從2004年擔任臺北市市長到2016年卸任總統期間，至少使用了20次。其他政治人物也跟著使用此句子，例如2015年行政院院長毛治國對於卡式台胞證、2016年國民黨立法院黨團總召廖國棟對於蔡正元宣布要罷免挺日本核災區食品進口的民進黨立法委員、2018年洪耀福評論姚文智要舉辦大型造勢晚會、2019年蔡英文評論潘文忠回任教育部部長以及趙怡翔出任駐美代表處政治組長。
句子中的「報紙」有時會換成其他媒介，例如2012年財政部部長劉憶如請辭後，行政院宣布由張盛和接任，張盛和接獲媒體求證電話時回答是「看電視才知道」。
隨著這個句子流行起來，有時就算當事人不見得有特意使用這個句子，臺灣的新聞媒體也會刻意如此描述事件，例如說孫中山是「看報紙才知道」武昌起義成功、美國聯邦調查局局長詹姆士·柯米「看電視才知道」被唐納·川普開除、白宮「看新聞才知道」川普宣佈將有重大經濟政策。

## 外界觀感
此句子撇清意味濃厚，然而當事人若是「該知道，卻看報紙才知道」，反而會引起民眾不滿，或曝露出當事人溝通不同調的問題。蔡英文曾因使用此句子被網友笑稱是抄襲馬英九。